# John-F.-Kennedy-Statue (Boston)

Seitenansicht der Statue von John F. Kennedy

Die John-F.-Kennedy-Statue ist eine Bronzefigur des 35. Präsidenten der Vereinigten Staaten von Amerika John F. Kennedy (1917–1963). Sie befindet sich auf dem Gelände des Massachusetts State House in Boston, Massachusetts.

## Geschichte
Das Denkmal wurde von der Skulpturistin Isabel McIlvain entworfen und am 29. Mai 1990, zum Gedenken an Kennedys 73. Geburtstag enthüllt. Der Eröffnungszeremonie wohnten 2500 Besucher bei, zu denen auch die Witwe Kennedys, Jacqueline Kennedy Onassis sowie sein Bruder Edward Kennedy zählten. Die Statue stand zunächst vor dem Westflügeleingang des Massachusetts State House. Dieser Bereich wurde jedoch nach den Terroranschlägen vom 11. September 2001 für den Publikumsverkehr geschlossen. Ab Mitte April 2015 besteht die Möglichkeit, durch eine Seitentür wieder auf das Gelände zu gelangen und die Statue zu besichtigen.

## Beschreibung
Die Statue wurde aus Bronze hergestellt. Sie ist ca. 2,5 Meter hoch und steht auf einem flachen rechteckigen Granitsockel. Das Gewicht beträgt ca. 272 Kilogramm. John F. Kennedy ist mit einem Anzug bekleidet, das linke Bein ist leicht angehoben und gebeugt. Die Finger seiner linken Hand stecken zum Teil in der Tasche seiner Anzugsjacke.

## Vergleich mit weiteren Statuen von John F. Kennedy
Weltweit existieren viele Skulpturen von John F. Kennedy, die überwiegend als Büste ausgestaltet sind. Bronzestatuen befinden sich außer in Boston u. a. in Hyannis (Darstellung in Freizeitkleidung), in Pittston (mit dem ausgestreckten linken Arm grüßend) sowie in Rapid City (zusammen mit seinem Sohn John F. Kennedy, Jr.). Am 4. Dezember 2021 wurde eine weitere Bronzestatue in Washington, D.C. enthüllt. Das John-F.-Kennedy-Denkmal im Bonner Ortsteil Plittersdorf ist eine überlebensgroße Steinstatue. 

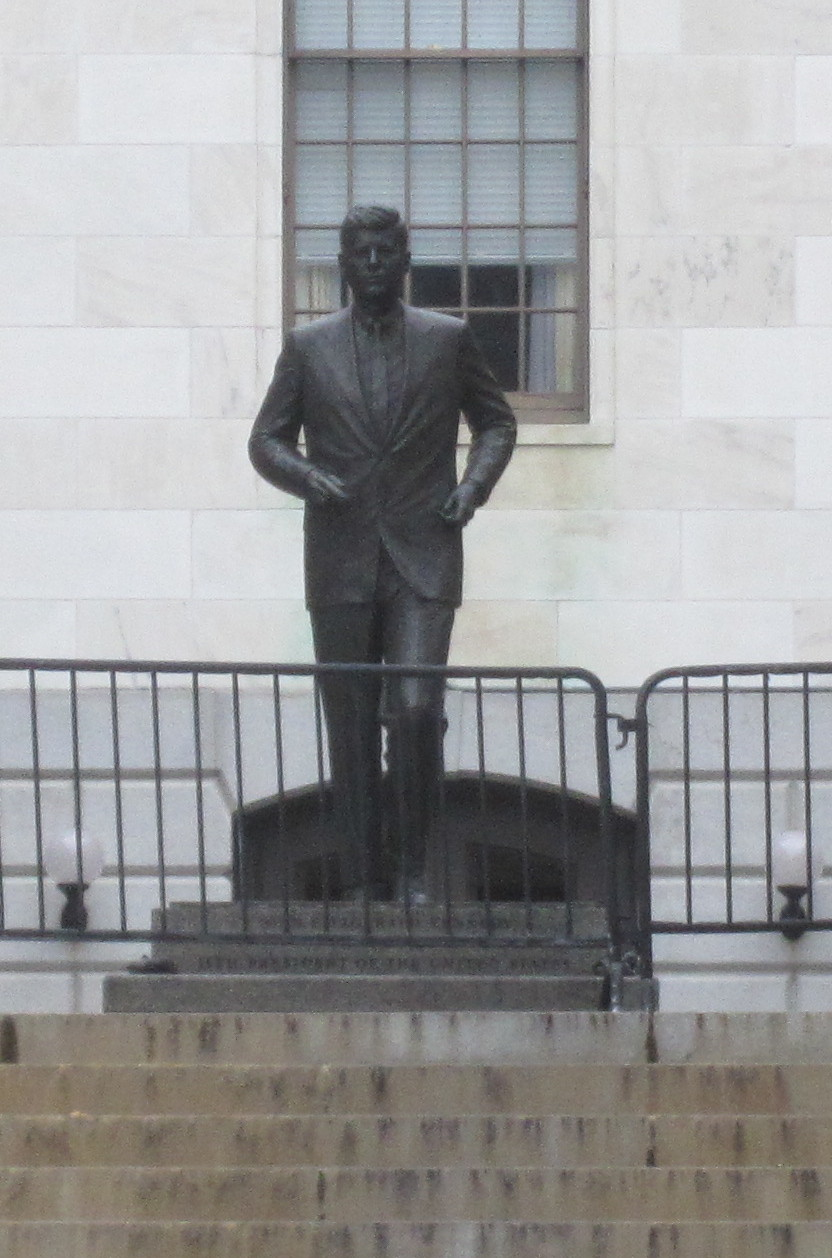
Boston
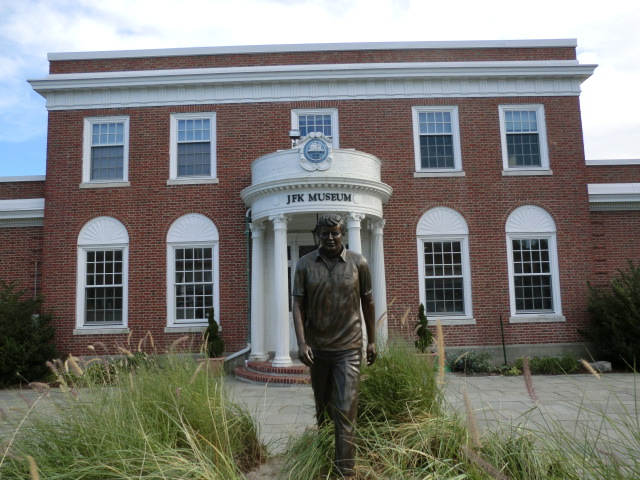
Hyannis
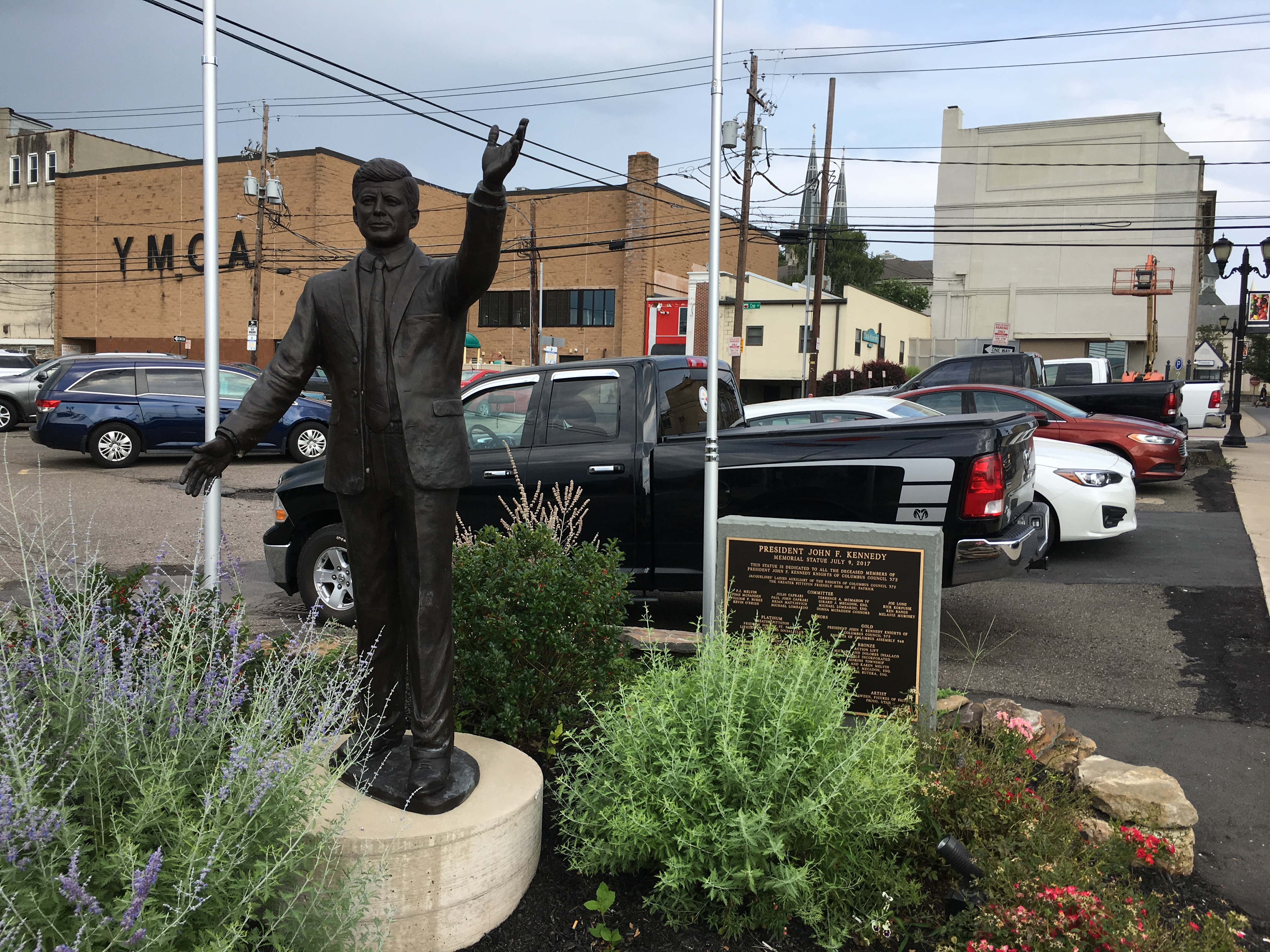
Pittston
Rapid City
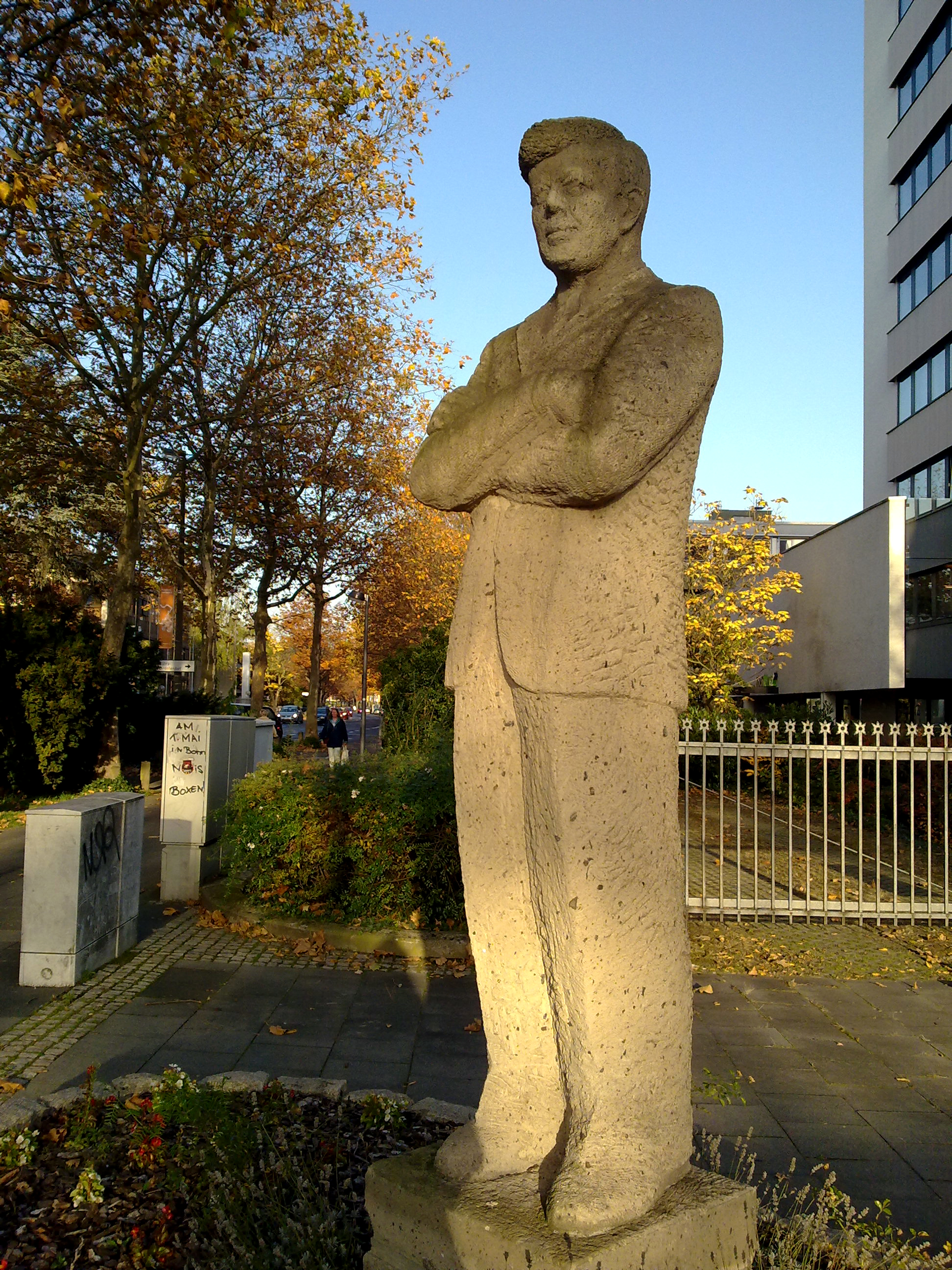
Bonn